# Le Quatuor (film)
Pour les articles homonymes, voir Le Quatuor.
Pour plus de détails, voir Fiche technique et Distribution.
Le Quatuor (A Late Quartet) est un film dramatique américain réalisé par Yaron Zilberman et sorti en 2012.

## Synopsis
Les membres d'un quatuor à cordes de renommée internationale se déchirent après l'annonce de la maladie du violoncelliste (le plus âgé du groupe, Christopher Walken) : trahison amoureuse, lutte de pouvoir, flambées du désir… Individuellement et comme groupe, il leur faudra parcourir un chemin semé d'embûches pour retrouver l'élan qui leur permettra de jouer le quatuor à cordes numéro 14 en ut dièse mineur, op. 131 de Beethoven.

## Fiche technique
- Titre : Le Quatuor
- Titre original : A Late Quartet
- Réalisation : Yaron Zilberman
- Scénario : Seth Grossman et Yaron Zilberman
- Musique : Angelo Badalamenti
- Montage : Yuval Shar
- Photographie : Frederick Elmes
- Producteur : Vanessa Coifman, David Faigenblum, Emanuel Michael, Tamar Sela, Mandy Tagger et Yaron Zilberman
  - Producteur délégué : Adi Ezroni, Ted Hartley, Cassandra Kulukundis, Peter Pastorelli
  - Producteur exécutif : Peter Pastorelli
  - Coproducteur : Annabelle Quezada
- Société de production : Opening Night Productions, RKO Pictures
- Sociétés de distribution : Entertainment One et Metropolitan Filmexport
- Pays de production : États-Unis
- Durée : 105 minutes
- Genre : Drame
- Dates de sortie : 
  - États-Unis : 2 novembre 2012
  - Canada : 23 novembre 2012
  - Australie : 14 mars 2013
  - Royaume-Uni : 5 avril 2013
  - Belgique, France : 10 juillet 2013

## Distribution
- Christopher Walken : Peter Mitchell
- Philip Seymour Hoffman : Robert Gelbart
- Catherine Keener : Juliette Gelbart
- Mark Ivanir : Daniel Lerner
- Imogen Poots : Alexandra Gelbart
- Madhur Jaffrey (VF : Marie-Martine) : Dr Nadir
- Liraz Charhi : Pilar
- Wallace Shawn : Gideon Rosen
- Anne Sofie von Otter : Miriam